# Spalovna

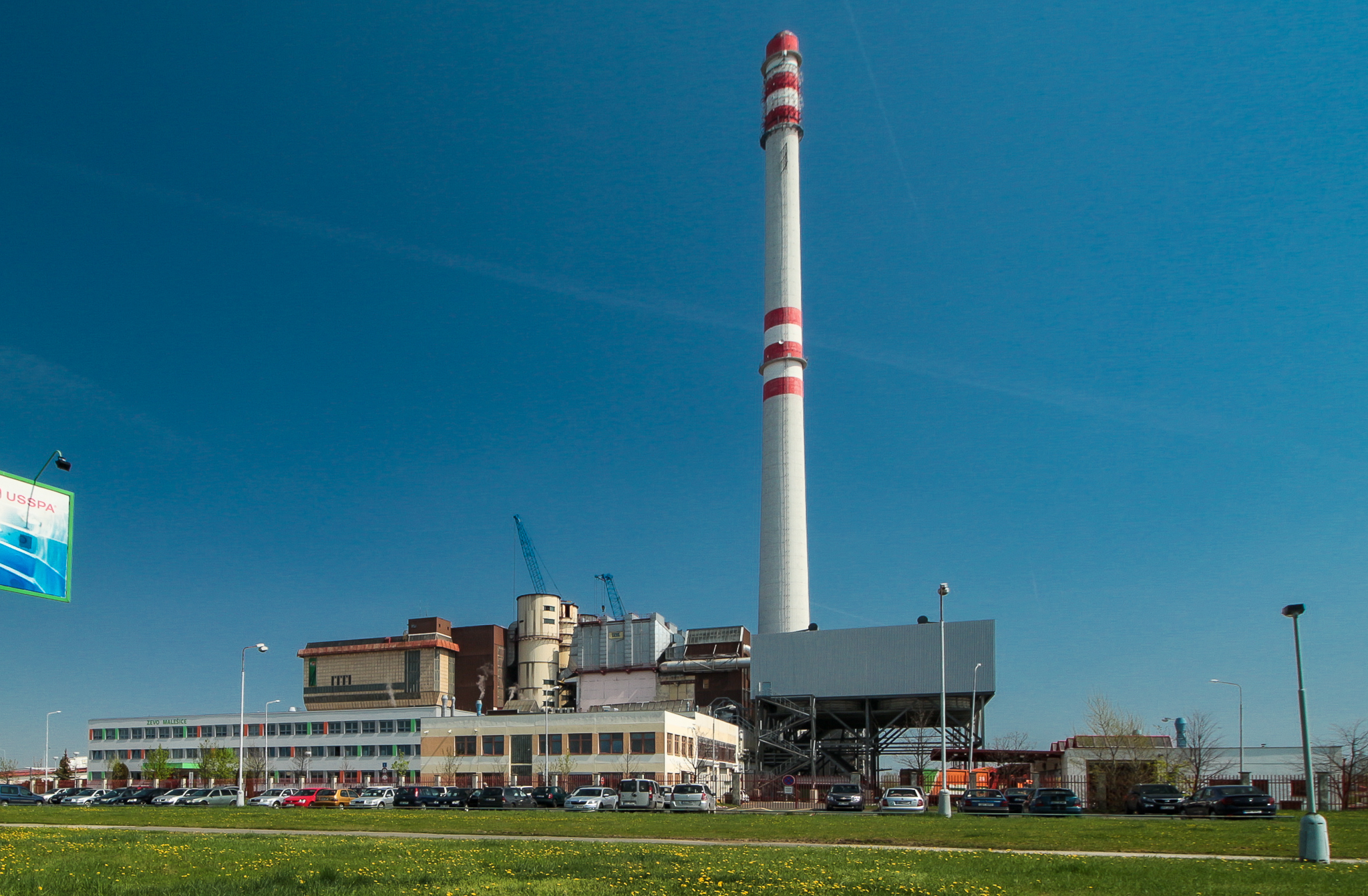
Spalovna Malešice na pomezí Malešic a Štěrbohol v Praze

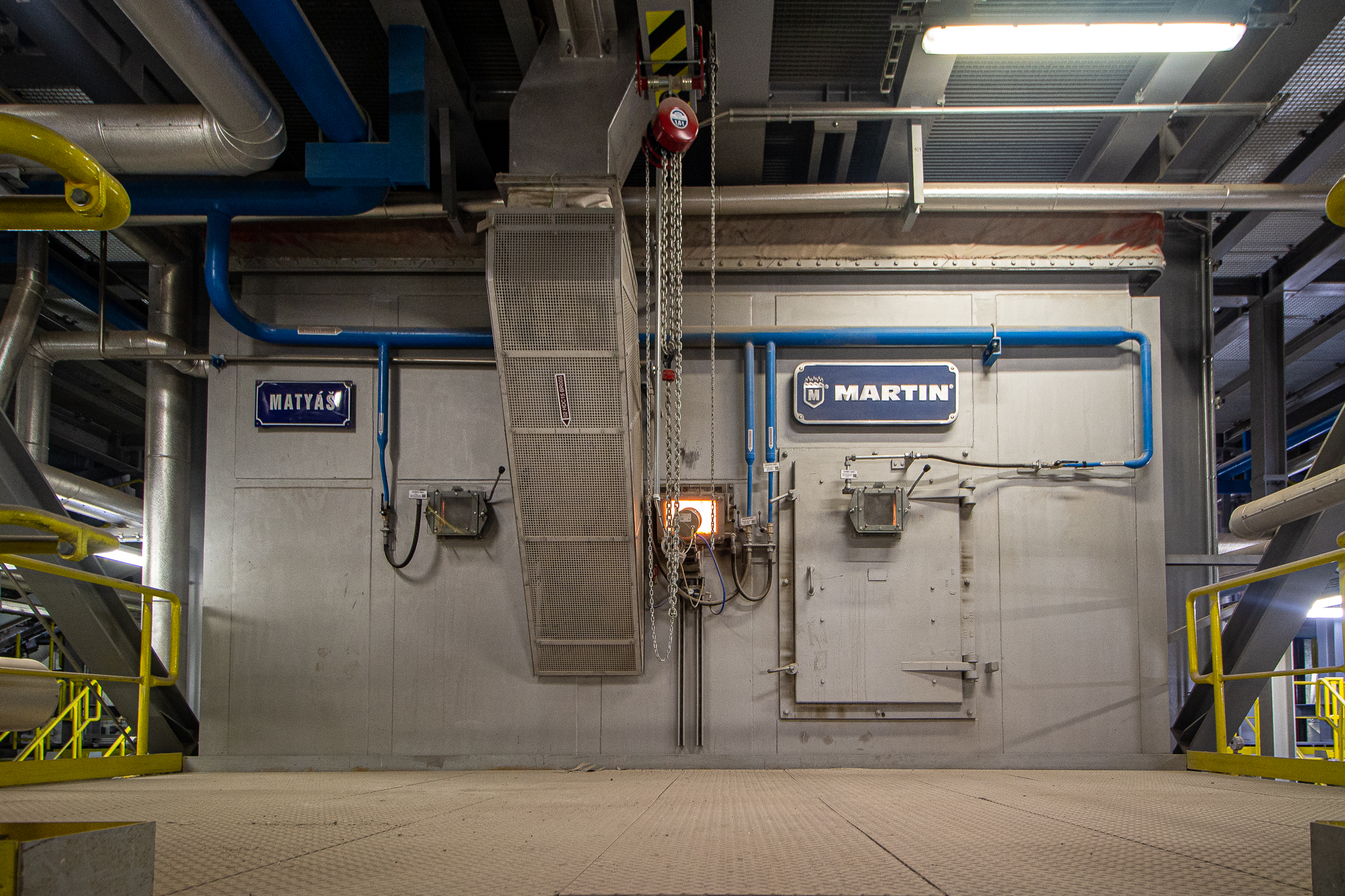
Jeden ze čtyř spalovacích kotlů Spalovny Malešice

Spalovna je technologické zařízení sloužící ke spalování odpadu. Spalovny lze rozlišit na základě toho, zda spalují odpad samostatně nebo s příměsí ušlechtilejšího paliva, podle toho, zda využívají energii uvolněnou při spalovacím procesu k výrobě tepla nebo elektrické energie, nebo podle toho, zda spalují nebezpečné, komunální, či další druhy odpadu.

## Spalovny v Česku
V současnosti (2018) se v České republice nacházejí čtyři spalovny komunálního odpadu:
- Praha (Pražské služby, a. s.), Spalovna Malešice, oficiální název: ZEVO (Zařízení na Energetické Využití Odpadu) na území Štěrbohol, vstupní trakt na území Malešic
- Liberec (Termizo, a. s.)
- Brno (SAKO Brno, a. s.)
- Plzeň (Plzeňská teplárenská a.s.)

### Brno
První spalovna na území dnešní ČR byla vybudována v roce 1905 v Brně nedaleko bývalé plynárny a elektrárny a spuštěna byla 24. srpna 1905. V provozu byla do roku 1941, v roce 1945 byla poškozena při bombardování a již nikdy nebyla zprovozněna. V pořadí druhá spalovna v Brně byla vybudována v letech 1984 až 1989, v roce 1994 byl uveden do provozu 2. stupeň čištění spalin. V letech 2008 až 2010 proběhla u této spalovny generální rekonstrukce spojená s výměnou kotlů, instalací turbíny 22,7 MW, novým filtračním zařízením, vzduchovým kondenzátorem pro turbínu a dále dotřiďovací linkou určenou pro PET lahve, papír, hliníkové plechovky a tetrapaky. Spuštění rekonstruované spalovny proběhlo v dubnu 2010, kolaudace byla v září 2010. Kapacita této spalovny je 248 000 tun odpadu za rok, energetickým využitím odpadu tato spalovna zásobuje systém centrálního zásobování tepla ve městě a do sítě dodává elektrickou energii. V současnosti spalovna splňuje veškeré limity emisí dané nařízením EU.

### Praha
V Praze byla první spalovna postavena ve Vysočanech během hospodářské krize v letech 1930–1933, uvedena do provozu roce 1934, poblíž někdejší tramvajové zastávky Spalovna (dnes Podkovářská) u Poděbradské ulice. Spalovna měla dva kotle o kapacitě 200 tun za den a odpad spalovala za přidání práškového uhlí, páru vzniklou při spalování odpadu dodávala dálkovým parovodem okolním podnikům a rovněž ji využívala k výrobě elektrické energie dvěma turbogenerátory o výkonu po 5 MW, v průběhu provozu prodělala velkou rekonstrukci v letech 1959 až 1982, v posledních letech spalovala převážně uhlí a fungovala jako teplárna pro oblast Vysočan, v provozu byla do 6. června 1997.
Nová spalovna v Malešicích byla uvedena do provozu v roce 1998, v průběhu let se podstatně zlepšily její emisní parametry instalací katalyzátorů (uvedeny do provozu v 3/2007). Tyto katalyzátory odstraňují ze spalin oxidy dusíku a dioxiny, od 6. října 2010 spalovna vyrábí elektrickou energii turbínou pojmenovanou Lilith (17,5 MW), kapacita spalovny je 330 000 tun odpadu za rok.

### Liberec
Spalovna Termizo (Termické zpracování odpadů) je v Liberci od roku 1999, má kapacitu 96 000 tun odpadu za rok, zásobuje systém centrálního zásobování teplem v Liberci a má 2 protitlakové turbíny na výrobu elektrické energie o výkonu 3,5 MW. 
Všechny tři spalovny zlikvidovaly v roce 2010 dle stránek ČHMÚ celkem 485 760 tun odpadu, který by jinak skončil na skládkách odpadu. V roce 2011 to již bylo 613 082 tun odpadu (dle stránek ČHMÚ), což bylo způsobeno najetím kolaudované spalovny SAKO Brno do plného provozu. V roce 2016 to po spuštění ZEVO Chotíkov bylo 670.036 tun (dle stránek ČHMÚ).

### Plzeň
Spalovna ZEVO Plzeň byla spuštěna v roce 2016 a je tak zatím v Česku nejnovější. Kapacita spalovny je 105 000 tun odpadu za rok. Spalovna má instalovaný maximální tepelný výkon 31,65 MW s předpokládanou roční dodávkou tepla cca 400 TJ. Pro výrobu elektřiny je instalovaný výkon generátoru 10,5 MWe.

### Plánované spalovny
V roce 2016 byla v ČR kapacita spaloven zhruba 770 000 tun, ale produkce komunálního odpadu cca 3,5 miliónu tun. V ČR se tedy plánuje výstavba dalších několika spaloven. Všechny tyto záměry narážejí na odpor ekologických a občanských sdružení.
- Komořany (okres Most) – plánováno nejpozději od roku 2030 ročně 150 000 tun odpadu.[3]
- Karviná (okres Karviná) – kapacita 200 000 tun odpadu [4]
- Vřesová (okres Sokolov) – kapacita 60 000 tun směsného komunálního odpadu [5]

## Zahraničí
Ve Skandinávii (Švédsku, Norsku, Finsku) jsou spalovny schopny zlikvidovat 700 milionů tun odpadků za rok. Protože se však zde vyprodukuje jen 150 miliónů tun odpadu, je další dovážen ze zahraničí. V Polsku je celkem 8 spaloven s celkovou kapacitou 1 113 000 tun odpadu/rok -údaj k 11/ 2018 (ve městech Bělostok, Bydhošť, Konin, Krakov, Poznaň, Štětín, Varšava, Řešov). Slovensko má 2 spalovny (Bratislava , Košice  Archivováno 29. 8. 2017 na Wayback Machine.) s kapacitou 200 000 tun/rok. Další spalovny v Evropě: Německo - celkem 68 spaloven, Rakousko - 11 spaloven (z toho 3 spalovny komunálního odpadu přímo ve Vídni - Spittelau, Flötzersteig, Pfaffenau + 1 velká průmyslová spalovna-Simmeringer Haide), Švýcarsko má na svém území celkem 30 spaloven.